# Александар Мостовој
Александар Владимирович Мостовој (рус. Алекса́ндр Влади́мирович Мостово́й; 22. август 1968, Ломоносов) је бивши руски фудбалер, који је играо на позицији офанзивног везног играча.

## Клупска каријера
Мостовој је почео да игра фудбал у школи ЦСКА Москве. Ипак, није примљен у први тим ЦСКА, већ је отишао у Црвену Пресњу код тренера Олега Романцева. Одатле је 1987. године прешао у Спартак Москву. У првој сезони у Спартаку је одиграо 18 утакмица и 6 голова, након чега је проглашен за најбољег младог играча лиге. у Купу УЕФА је дебитовао против Динамо Дрездена, и у тој утакмици је постигао 2 гола. У првој сезони је са Спартаком освојио титулу првака СССР-а. Освојио је титулу са Спартаком и 1989, а наредне сезоне је са Спартаком дошао до полуфинала Купа шампиона где је Спартак испао од Олимпика из Марсеља. У гостујућем мечу против Олимпика, Мостовој је постигао гол са пенала.
Године 1991. прелази у лисабонску Бенфику, где проводи 2 сезоне и не пружа много партија. У другој сезони иде на позајмицу у Каен, где помаже клубу да опстане у лиги. Након Каена Мостовој прелази у Стразбур. У Стразбуру игра стандардно, са клубом долази до финала Купа Француске 1995. године, а исте године побеђује у Интертото купу, где је у финалу против Тирола Мостовој постигао гол.
Године 1996. прелази у Селту, где доживљава врхунац каријере. У Примери је са Селтом остварио 6. место на крају сезоне 1997/98, па су следеће сезоне дошли до четвртфинала такмичења, као и сезоне 1999/00. Следеће сезоне, Селта је освојила Интертото куп и тако се домогла Купа УЕФА где је опет дошла до четвртфинала, где је Мостовој постигао гол у реванш мечу против Барселоне, која је победила захваљујући голу у гостима. Сезоне 2002/03. Селта је остварила најбољи пласман у Примери, заузевши 4. место на табели, што ју је одвело у квалификације за Лигу шампиона. Селта је прошла квалификације и играла групну фазу, а Мостовој је постигао по један гол у квалификацијама и у групној фази. Селта је прошла групну фазу и састала се са Арсеналом од којег је испала. Сезоне 2003/04. Селта доживљава вртоглави пад и 19. место на табели Примере, што је води у Сегунду. Након тога је Мостовој завршио са играма у Селти. Занимљиво је да су 2001. године навијачи Селте прикупљали средства за изградњу споменика Мостовоју, након што су од градоначелника добили дозволу за његово постављање. После дужег неиграња, Мостовој потписује за Алавес, међутим убрзо одлази из клуба и завршава каријеру.

## Репрезентативна каријера
Мостовој је играо за 3 репрезентације: Совјетски Савез, Заједницу независних држава (ЗНД) и Русију. За Русију је играо на Светском првенству 1994. и Европском првенству 1996. Позван је за Светско првенство 2002, али на њему није играо због повреде, а са Европског првенства 2004. је након једне утакмице послат кући, због тога што је критиковао тренера Георгија Јарцева због префорсираности на тренинзима.

## Трофеји
Спартак Москва
- Првенство Совјетског Савеза: 1987, 1989

Бенфика
- Куп Португала: 1993

Стразбур
- Интертото куп: 1995

Селта
- Интертото куп: 1995